# Кінологічний центр (навчальний) МЦШР ДСНС України
Кінологічний центр (навчальний) Міжрегіонального центру швидкого реагування ДСНС України — структурний підрозділ МЦШР ДСНС України. Кінологічний центр здійснює підготовку пошуково-рятувальних та мінно-пошукових собак для потреб ДСНС України, а також проводить навчальні курси з підготовки фахівців за робітничо-технічною професією 5169 «Рятувальник-кінолог».
З 2009 року входить до Міжнародної рятувальної організації (IRO).
Розташований біля м. Ромни в Сумській області.

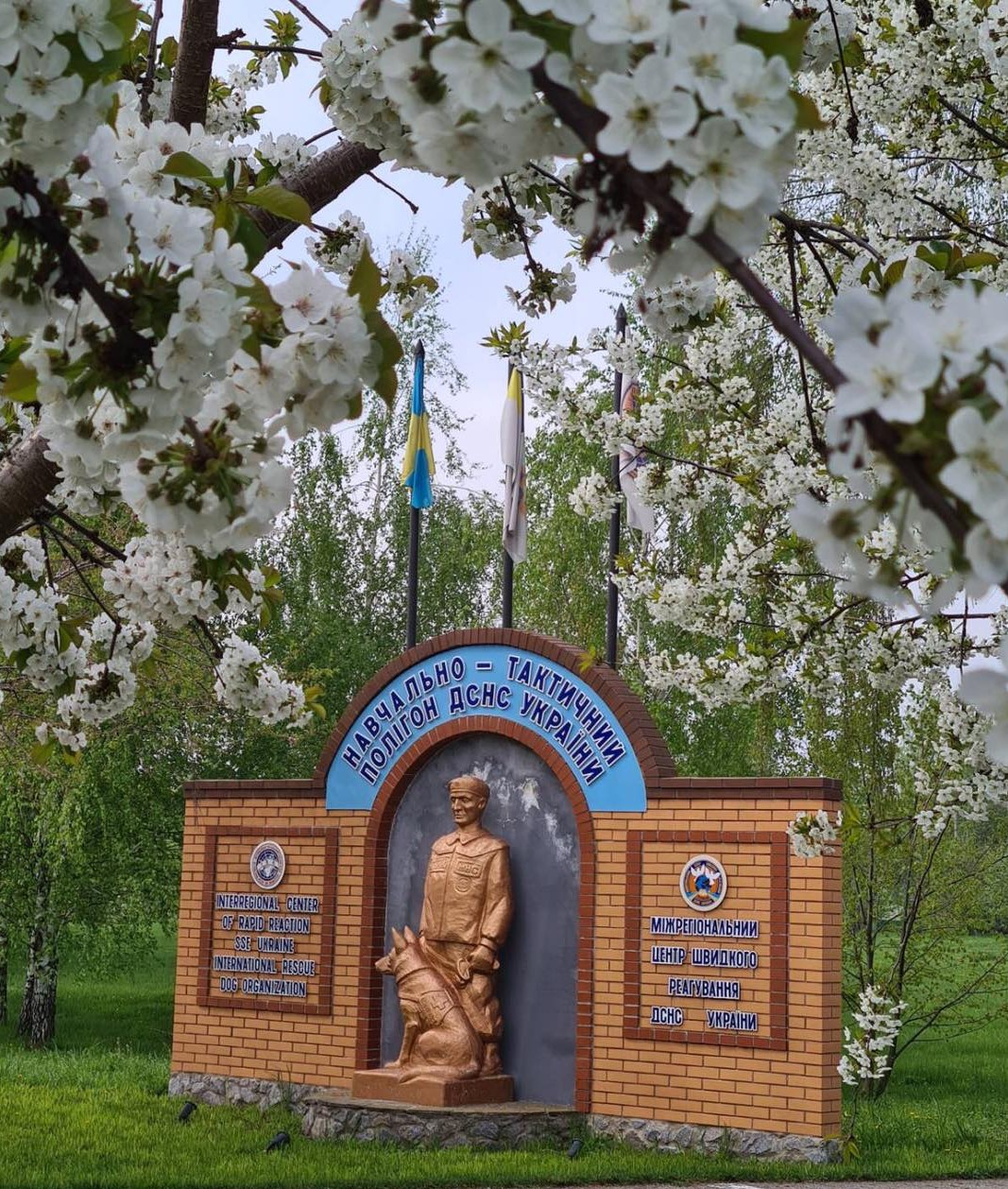
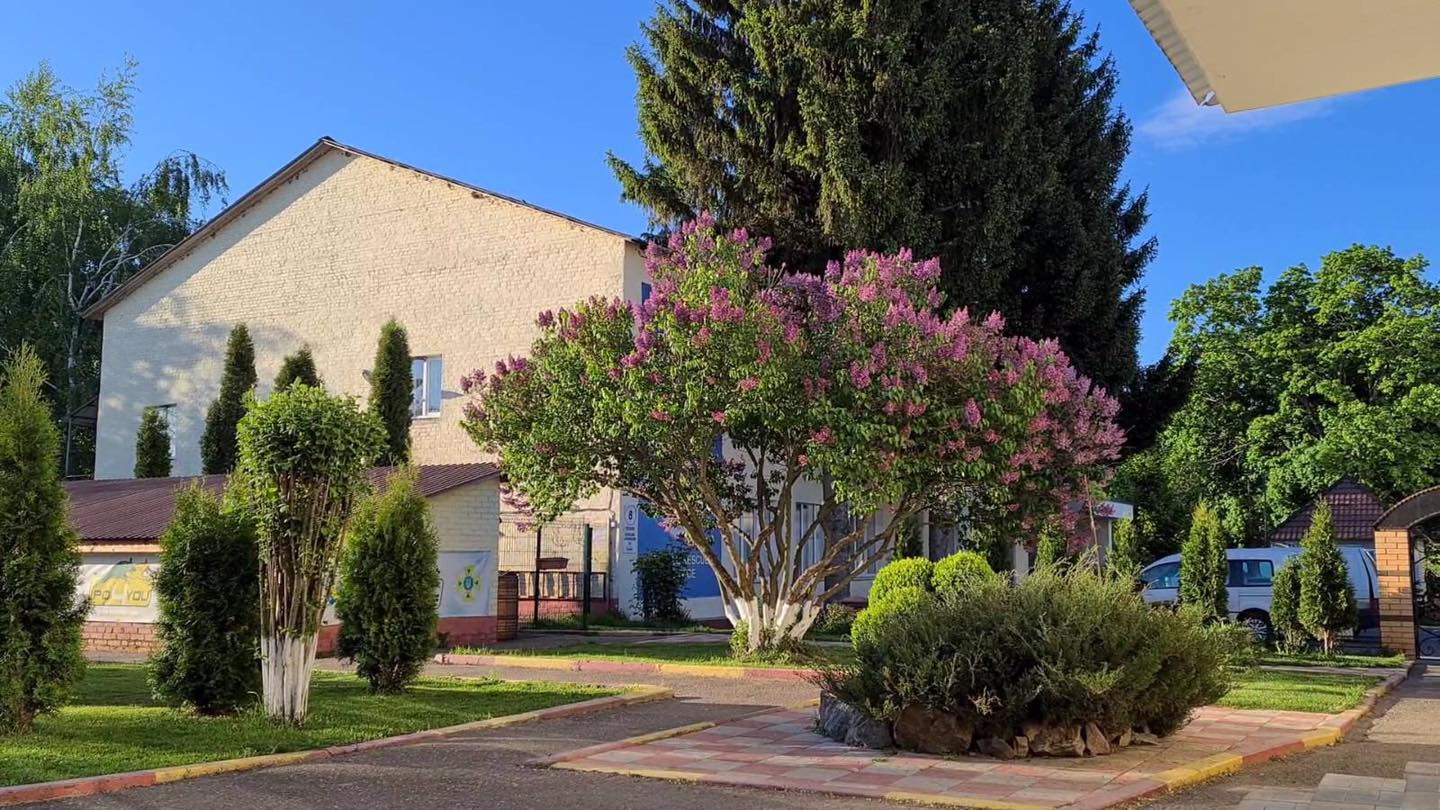

## Призначення та діяльність
Основні завдання кінологічного центру:
- Здійснення професійно-технічного навчання та підвищення кваліфікації фахівців за спеціальністю «Рятувальник-кінолог» для потреб кінологічних підрозділів ДСНС та за замовленнями інших юридичних та фізичних осіб.
- Підготовка рятувальних собак для потреб ДСНС України за напрямками: пошук постраждалих у техногенних завалах, природному середовищі (лісова, гірсько-лісова місцевості), та в умовах населеного пункту.
- Підготовка мінно-пошукових собак для потреб ДСНС України.
- Організація та проведення випробувань на професійну придатність кінологічних розрахунків підрозділів ДСНС України.
- Розведення та вирощування собак з високими службовими якостями для потреб ДСНС України.
- Вивчення та практичне впровадження в роботу передового вітчизняного та міжнародного досвіду з підготовки службових собак.

На базі навчально-тактичного полігону МЦШР ДСНС України відбуваються заходи, спрямовані на підвищення професійних якостей кінологів, перевірки та покращення робочих якостей службових собак. Серед них:
- Щорічна атестація кінологічних розрахунків ДСНС України.
- Проведення сумісних спеціальних навчань у взаємодії з іншими підрозділами МВС України.
- Міжнародне тестування за правилами Міжнародної організації з підготовки рятувальних собак (IRO).
- Проведення заходів кінологічного напрямку сумісно з Кінологічною Спілкою України.
- Проведення спортивних змагань з дисципліни IGP.

## Структура Кінологічного центру (навчального)
- Відділення підготовки фахівців кінологічної служби
- Відділення підготовки службових собак
- Відділення підготовки мінно-пошукових собак
- Відділення племінної роботи

## Навчання
Кінологічний центр є єдиним в системі ДСНС України, що здійснює підготовку фахівців за ліцензованою спеціальністю 5169 «Рятувальник-кінолог». Навчальні кірси проходять навесні кожного року. У період з 2010 по 2022 рік Кінологічним центром (навчальним) підготовлено 244 особи.

#### Зміст навчання
Навчання проходить за програмою професійно-технічної освіти, затвердженою МОН України  та включає в себе такі модулі:
- Проведення пошуково-рятувальних робіт на місці події
- Основи надання домедичної допомоги
- Кінологічна підготовка
- Психологічна підготовка
- Порядок розведення службових собак
- Аварійно-рятувальна техніка і обладнання та інші.

Заняття проводять досвідчені рятувальники-кінологи. По закінченні курсу слухачі одержують свідоцтво державного зразка про отримання робітничої професії «Рятувальник-кінолог».

#### Навчально-матеріальна база кінологічного центру
Сучасні навчальні класи для теоретичної підготовки та актовий зал для урочистих подій
Тренувальні майданчики
Зимові майданчики для тренувань

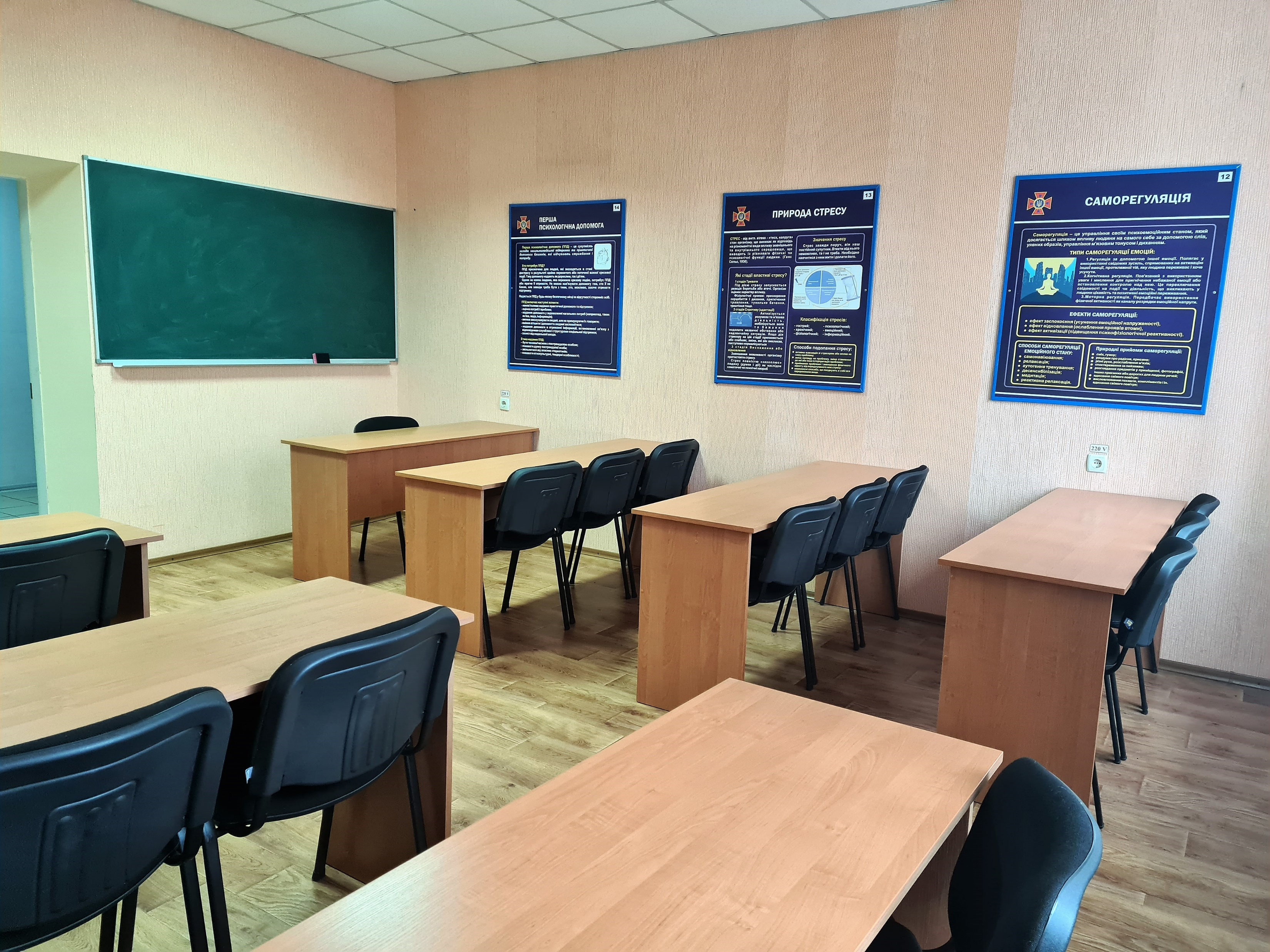
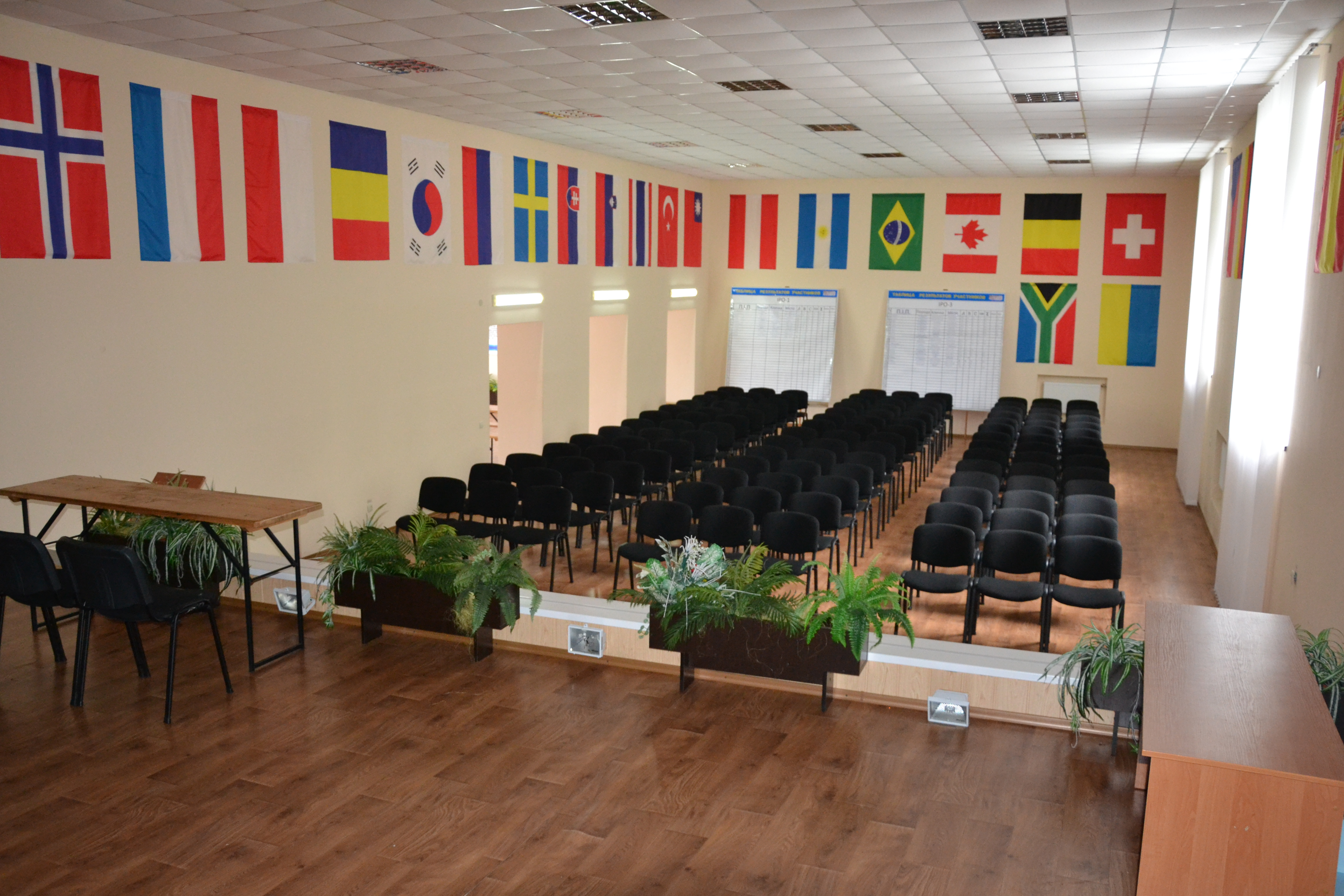

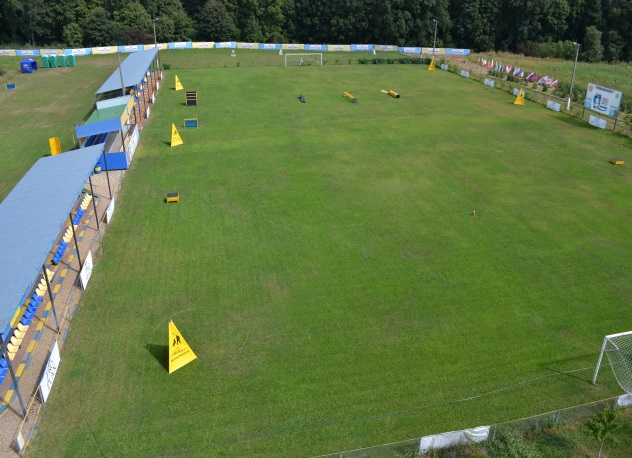
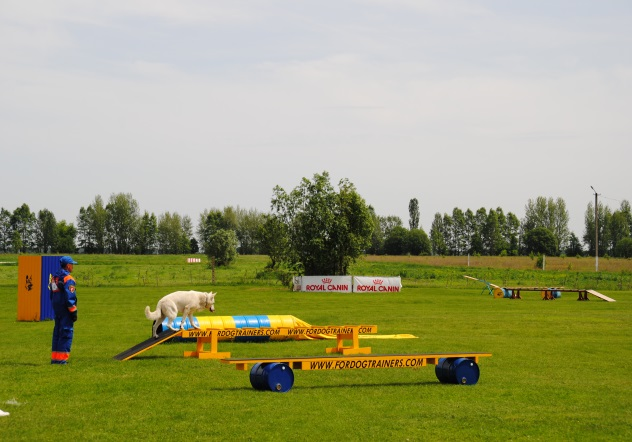
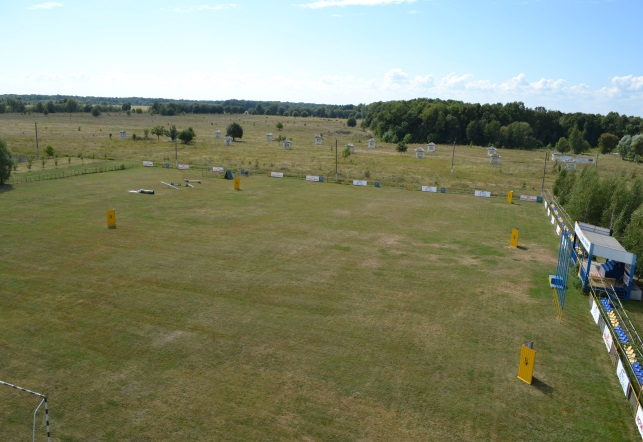
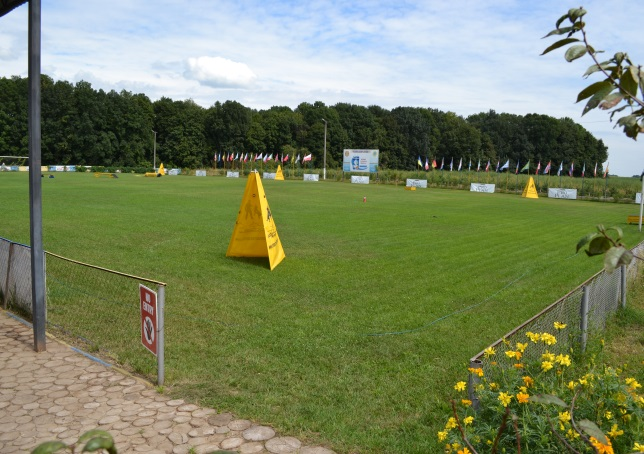
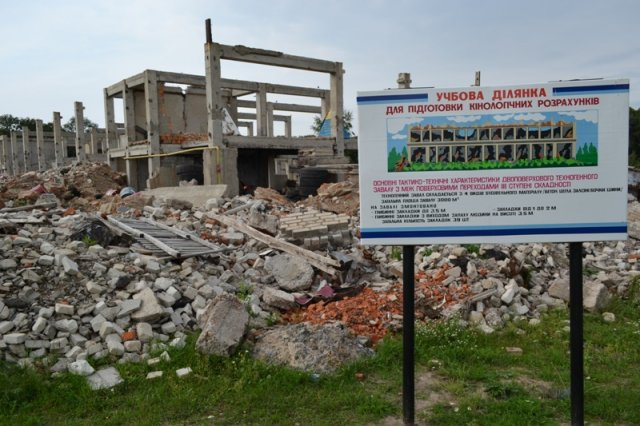
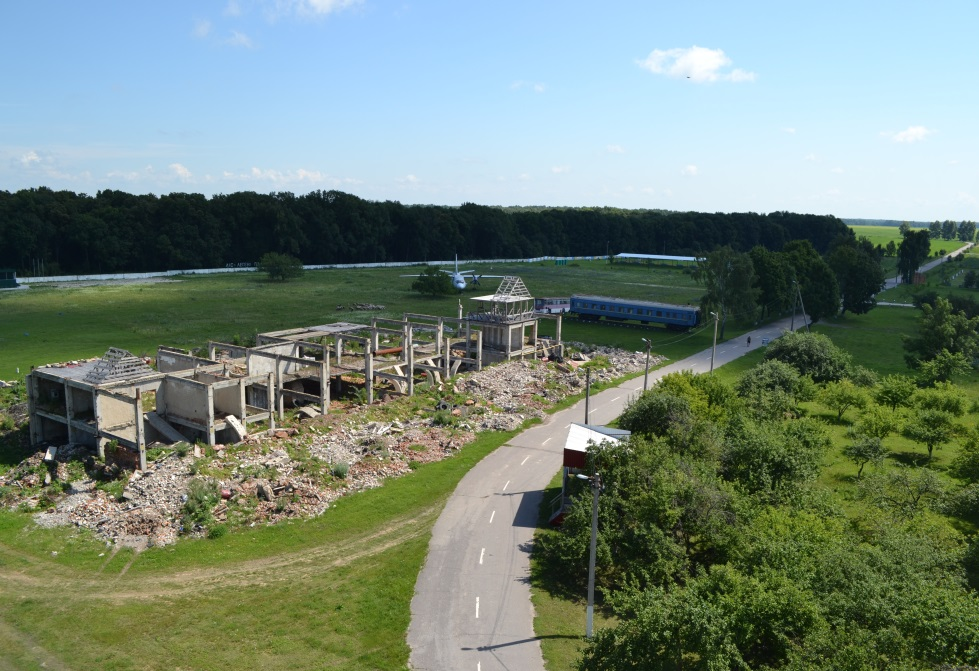
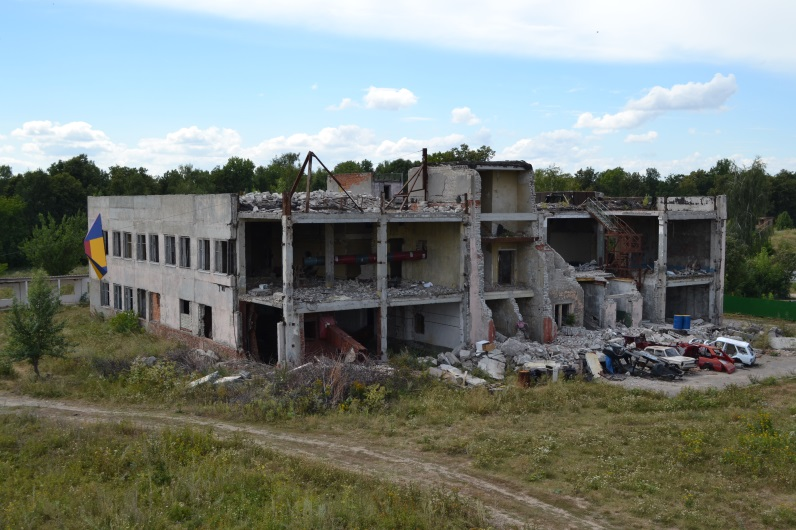
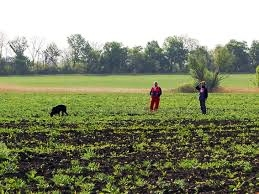
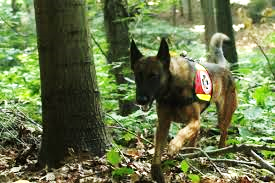

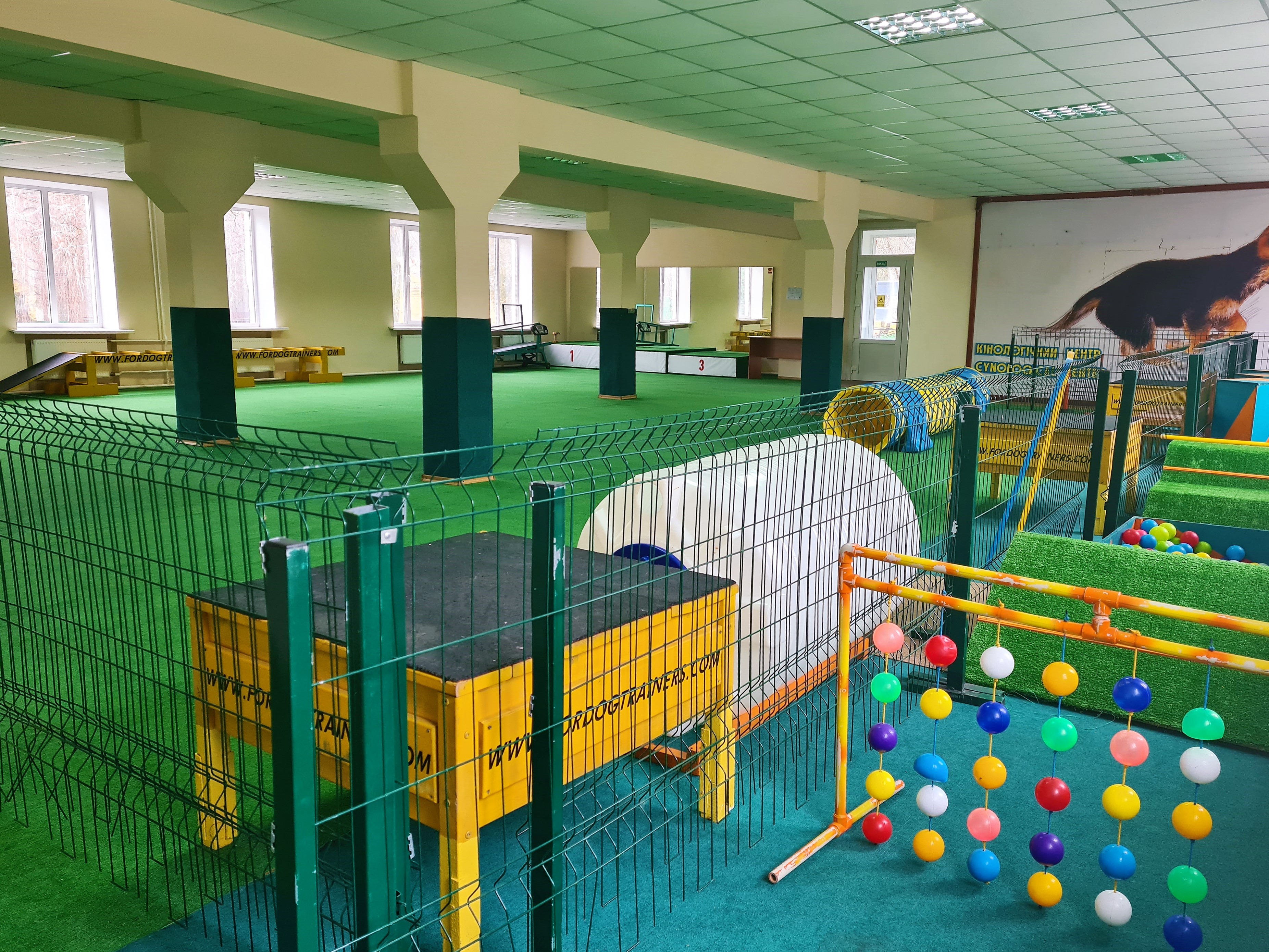
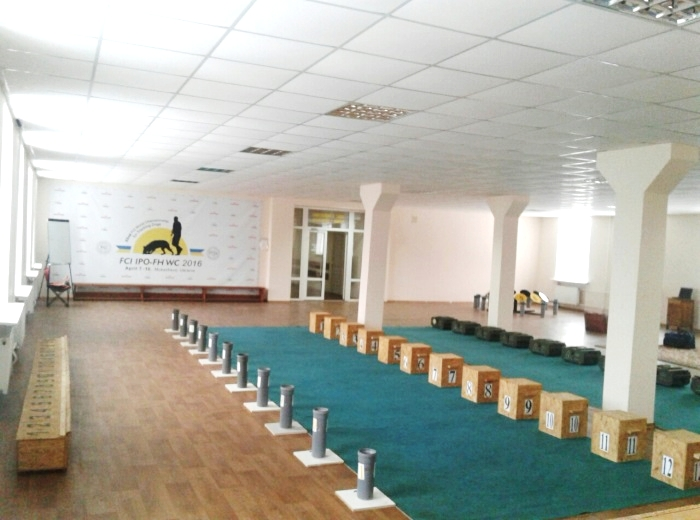
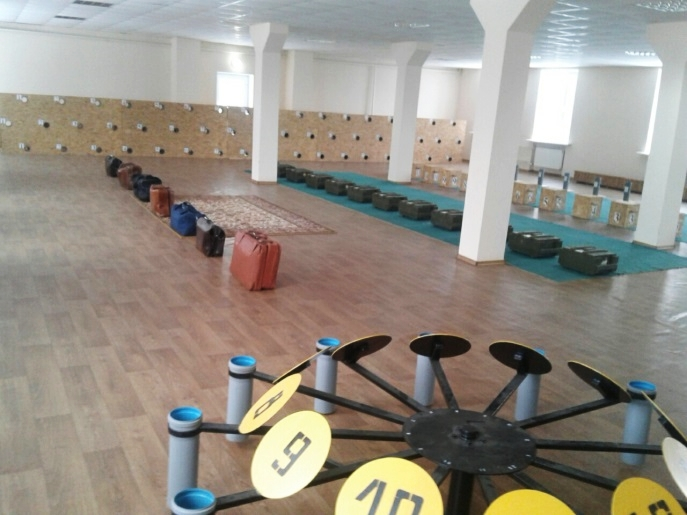

Вольєри для утримання службових собак

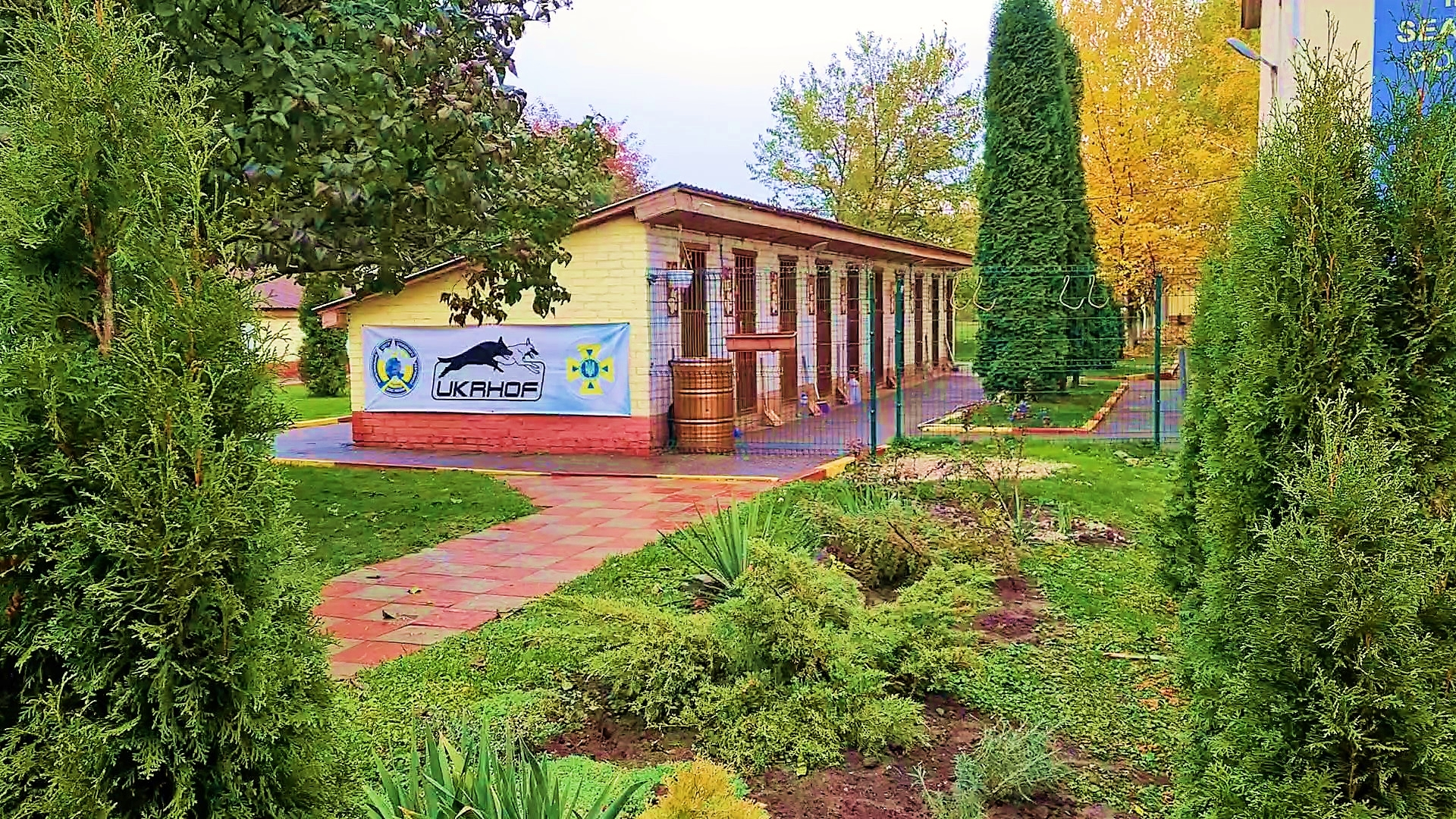
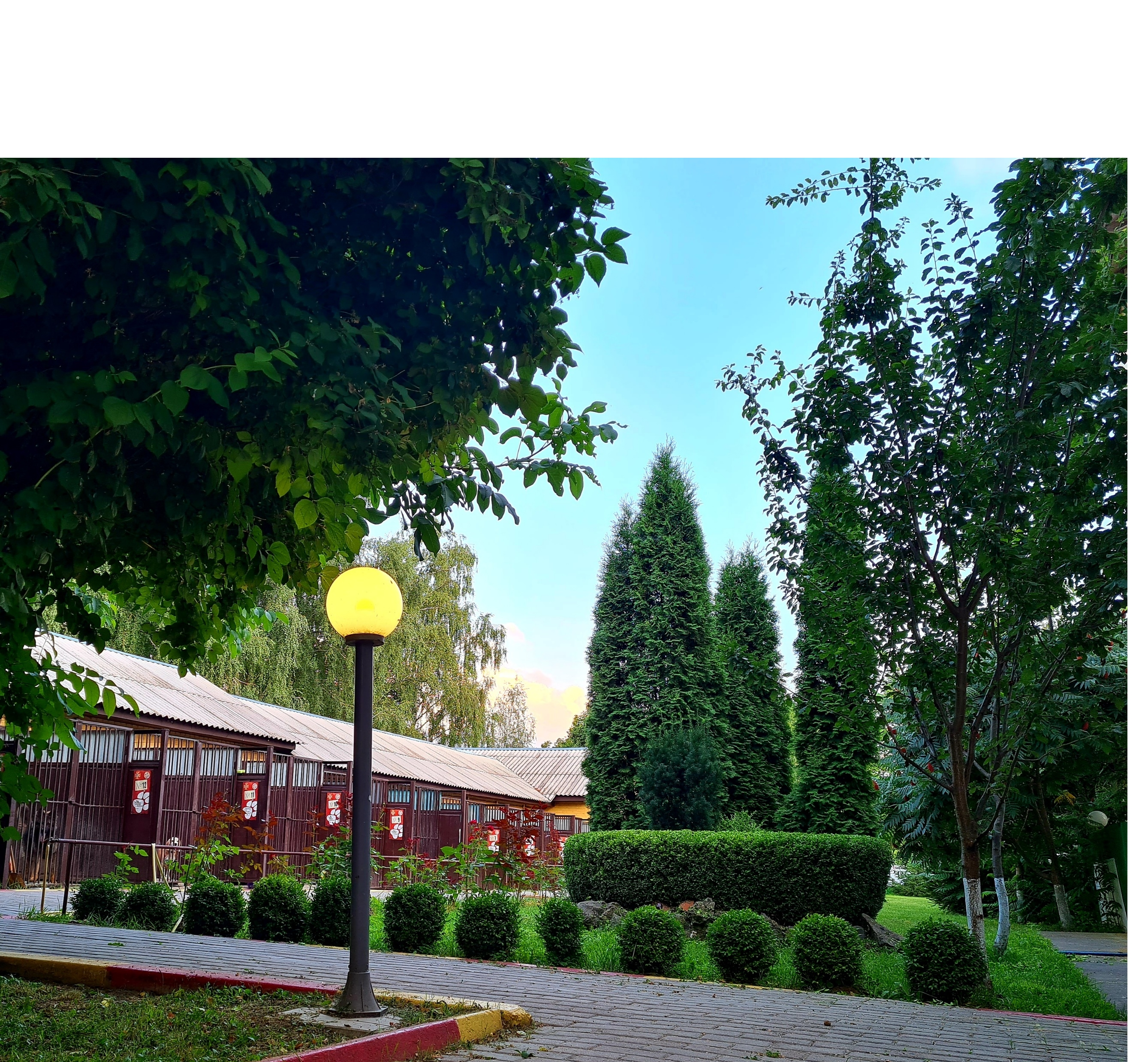

## Історія центру

### Історія створення
За ініціативою начальника МЦШР ДСНС України, полковника служби цивільного захисту С. В. Біляєва та за підтримки керівництва ДСНС України був розроблений проект будівництва першого в Україні кінологічного центру. Для розробки проекту був використаний міжнародний досвід щодо підготовки кінологів, а також утримання та навчання службових собак. У 2007 році на території колишньої напівзруйнованої військової частини розпочалося будівництво кінологічного центру (навчального).
Слід відмітити, що успіх створення кінологічного центру (навчального) був забезпечений також і завдяки вдалому кадровому рішенню: до керівництва центром був запрошений видатний український дресирувальник, людина, яка впровадила на території України спортивну кінологічну дисципліну IGP, І. С. Заповітряний. В тандемі із начальником МЦШР ДСНС України С. В. Біляєвим дана справа набула стрімкого розвитку.
За шість років будівництва було відреставровано три двоповерхові будівлі, які включають актовий зал, два зимових майданчики для дресирування собак, навчальні класи, службові приміщення, гуртожиток, спортивний зал, бібліотеку, сучасний розплідник для утримання цуценят, вольєри для утримання службових собак тощо. Також були збудовані два штучні техногенні завали для проведення тренувань в умовах, наближених до реальних, два стадіони, майданчики для дресирування мінно-пошукових собак тощо.
На початку діяльності кінологічний центр мав у штаті лише двох підготовлених пошуково-рятувальних собак. На сьогоднішній день ії кількість складає 36 собак.
З 2009 року кінологічний центр отримав ліцензію на підготовку робітничих кадрів за професією 5169 «Рятувальник-кінолог». У 2010 році МЦШР ДСНС України було прийнято до Міжнародної організації з підготовки рятувальних собак (IRO), до складу якої входять 117 національних кінологічних організацій з 42 країн світу.

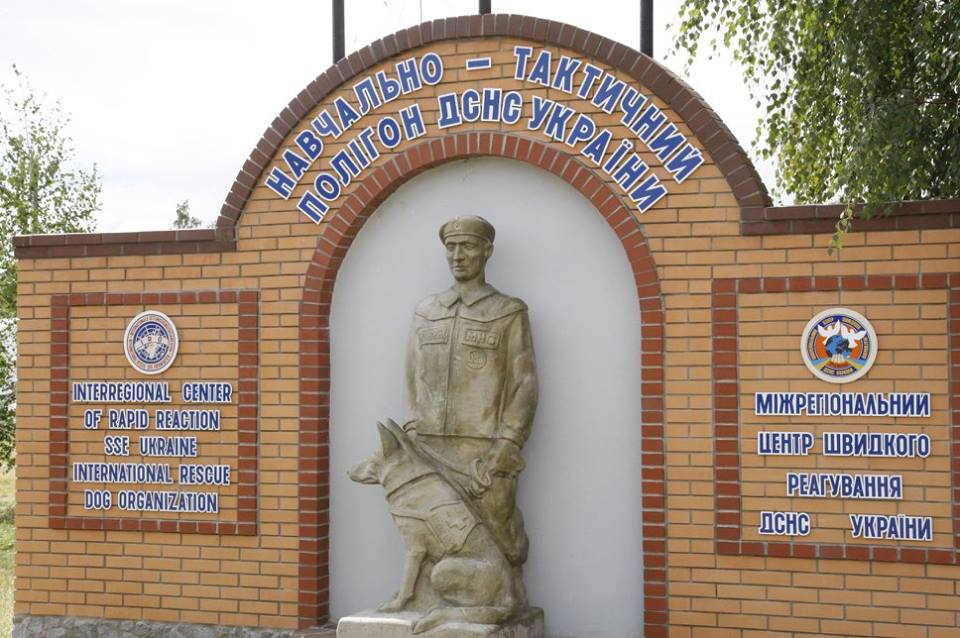

### Чемпіонат світу IRO
26-30 вересня 2012 року у центрі відбувся XVIII чемпіонат світу серед собак-рятувальників за міжнародною системою оцінювання робочих якостей IRO. У ньому брали участь кінологічні розрахунки з 11 країн світу — Аргентини, Південної Кореї, Німеччини, Чехії, Угорщини, Іспанії, Словенії, Нідерландів, Польщі, Росії та України . Команда кінологічного центру зайняла перше місце в командному заліку. Серед співробітників центру призові місця зайняли: перше місце в дисципліні «пошук людини в лісі» — Мартинчук Володимир з німецькою вівчаркою Бастером, третє місце в дисципліні «пошук людини у техногенному завалі» — Гомзар Валерій з лабрадором Річардом.

### Участь у ліквідації наслідків землетрусу у Туреччині

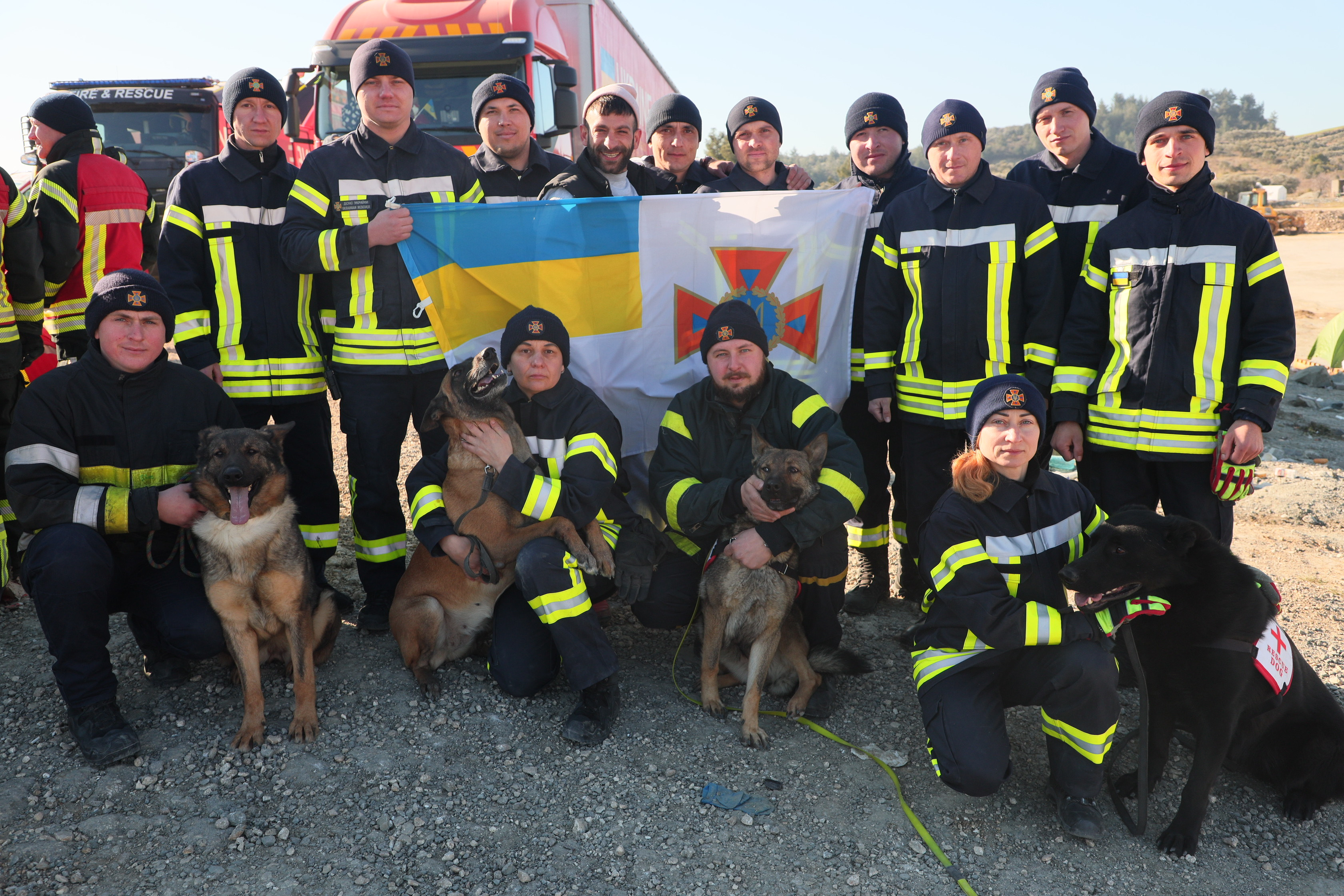
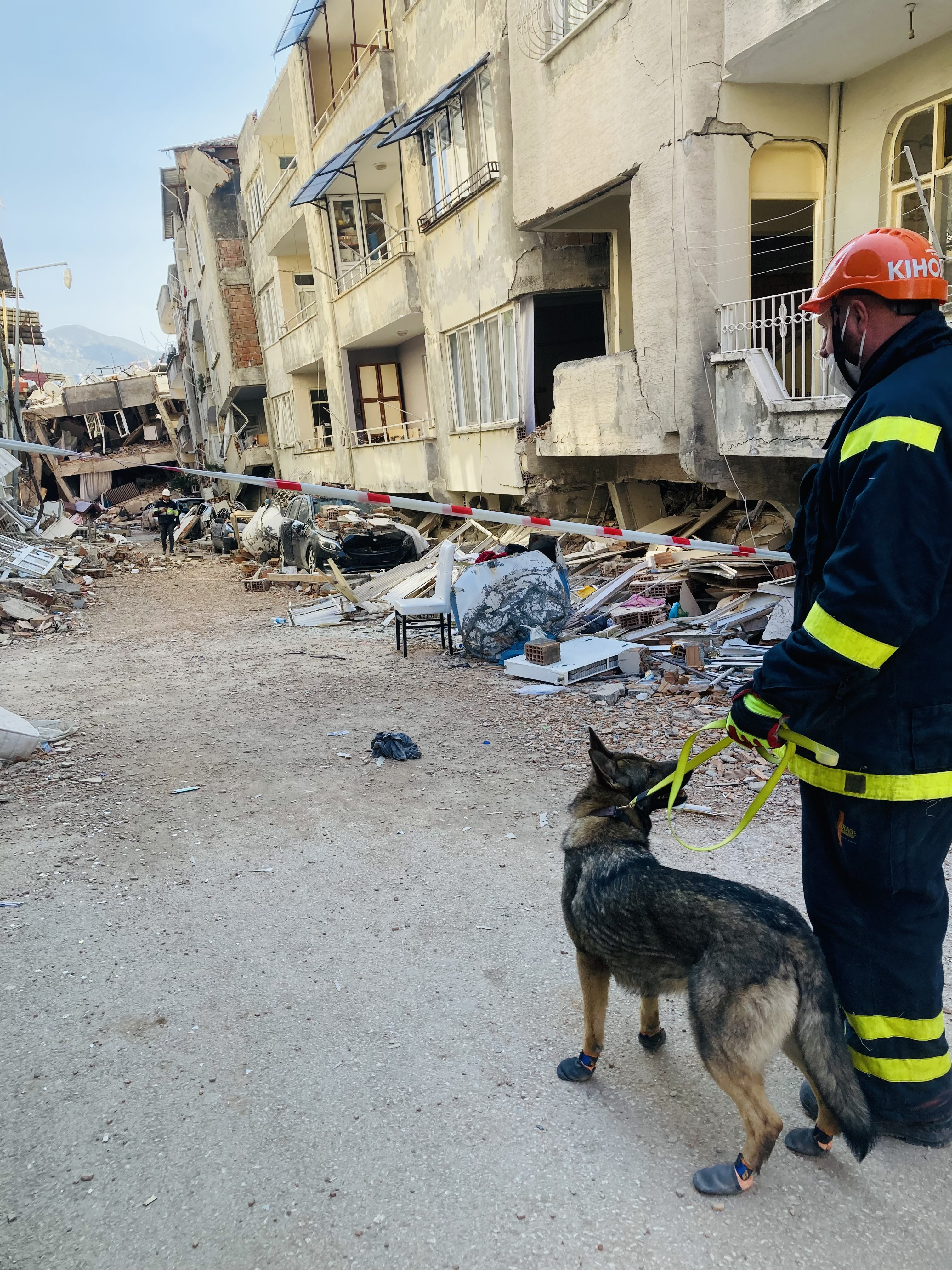
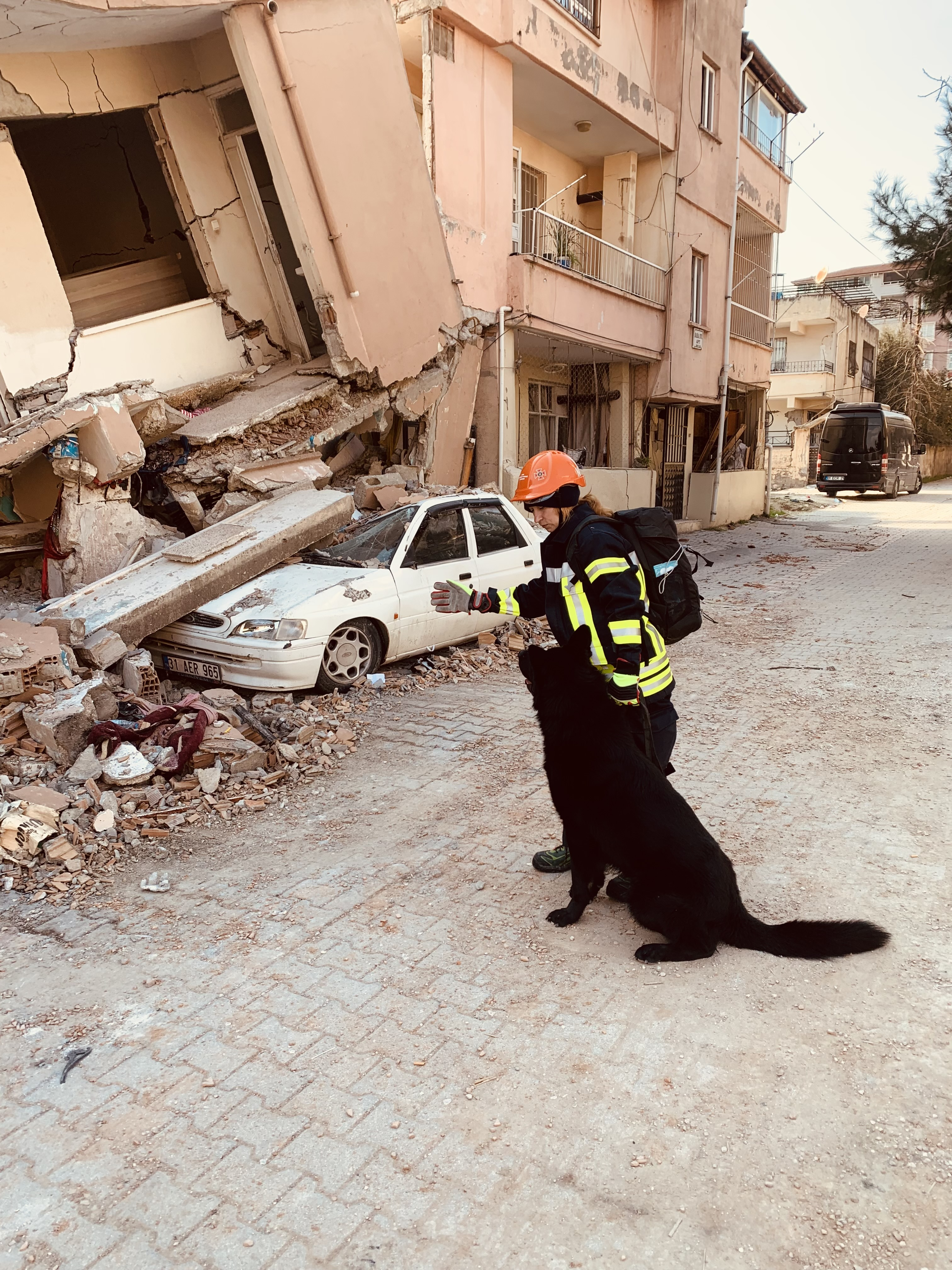

Рятувальники-кінологи МЦШР ДСНС України у складі зведеного загону ДСНС України були залучені до міжнародної рятувальної місії у Турецькій Республіці, де 6 лютого 2023 р. стався потужний землетрус.
Під час пошуково-рятувальної операції силами зведеного загону було врятовано одну жінку, розібрано завали 136 будівель та деблоковано тіла 58 загиблих .